# Epirrhoe subgressa
Epirrhoe subgressa là một loài bướm đêm trong họ Geometridae.